# Centrale idroelettrica di Santa Massenza
La centrale di Santa Massenza (provincia di Trento) è una centrale idroelettrica a bacino, facente parte di un complesso idroelettrico che sfrutta in maniera estesa le acque di buona parte del bacino del fiume Sarca. È gestita da Hydro Dolomiti Energia, azienda del gruppo Dolomiti Energia.
È possibile effettuare visite turistiche alla centrale idroelettrica.

## Storia

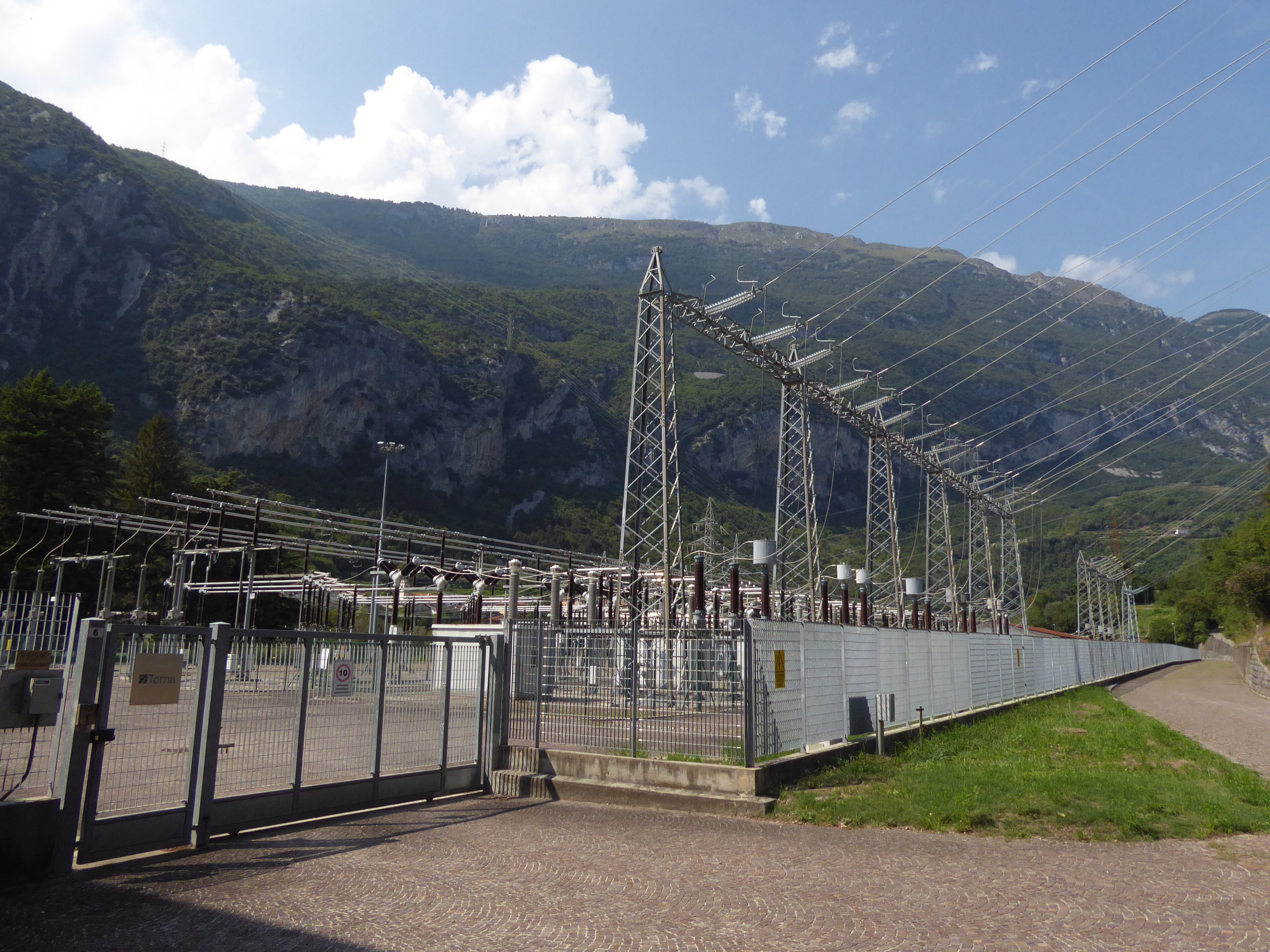
Tralicci sul lato orientale del lago

L'intero complesso idroelettrico fu realizzato tra il 1947 ed il 1957 su iniziativa della Società Idroelettrica Sarca Molveno. La valenza tecnica dell'opera, notevole ai giorni nostri, fu grandiosa per l’epoca, rappresentando al tempo la più grande centrale idroelettrica europea e restando tutt'oggi la più potente tra quelle costruite interamente in galleria. Ancora più complesso della centrale idroelettrica vera e propria è l'elaborato sistema di captazione.
I grandi lavori necessari a realizzare la centrale idroelettrica, le altre centrali dell'asta, il sistema di captazione, nuova viabilità e quant'altro impegnarono per 10 anni fino a 8.000 persone, reclutate per lo più nelle vallate alpine limitrofe, contribuendo a frenare l'esodo delle popolazioni che cercavano un riscatto dalla povertà endemica dell'area.
L'intero complesso dei lavori, solo la centrale costò 10 miliardi di lire dell'epoca, fu funestato da molti incidenti mortali che "fortunatamente" furono meno di quanti erano stati preventivati dai progettisti, avendo inizialmente stimato per lo scavo delle sole gallerie un morto al chilometro, ovvero 51 potenziali vittime.
Il numero esatto di caduti sul lavoro è tuttavia controverso in quanto la lapide commemorativa posta lungo la SS421 all'altezza della presa d'acqua verso la centrale riporta 33 nominativi, tuttavia esaminando la stampa locale del tempo si possono contare almeno 41 nominativi. Buona parte degli incidenti mortali fu causato da anticipata, ritardata o mancata deflagrazione delle volate.
Terminati i lavori veri e propri della centrale di Santa Massenza, vi furono ulteriori lavori di miglioramento e sviluppo dell'asta che durarono perlomeno fino al 1967.

## Captazione
Il sistema di captazione dell'acqua è molto articolato, composto da due differenti aste.

### Alto bacino del Sarca
La prima asta, quella più importante, prevede un canale lungo complessivamente oltre 43 chilometri quasi completamente scavato in galleria, tranne alcuni brevissimi tratti scoperti ed un paio di ponti, con diametri che si incrementano progressivamente da 3 a 6 metri,
Il complesso inizia dalla Val di Breguzzo intercettando le acque che discendono dal gruppo dell'Adamello nel torrente Arnò e da qui tramite una prima galleria ed una condotta forzata con un salto di 199 metri alimentano la piccola centrale idroelettrica La Rocca.
Le acque di scarico vengono incanalate sempre in galleria in direzione nord, integrate dall'apporto di una doppia condotta forzata a sifone che proviene dalla Val Gaverdina passando sotto la SS237 nei pressi dell'abitato di Bondo. La galleria procede parallela ma in contropendenza sulla destra idrografica del fiume Sarca fino alla val Genova dove alimenta un lago artificiale.
Da questo lago il canale riparte passando a nord dell'abitato di Pinzolo intercettando e scavalcando con un ponte i due rami del fiume Sarca (Nambrone e Campiglio), per prendere poi la direzione sud sulla sinistra idrografica del fiume Sarca stesso ricongiunto e poi piegare verso est per intercettare i torrenti che scendono dal lato meridionale del massiccio del Brenta, ovvero l'Algone e l'Ambiez, ed arrivare infine alla piccola centrale idroelettrica di Nembia (12 MW).
Dopo tale centrale le acque defluiscono in contropressione nel vicino lago di Molveno tramite uno scarico subacqueo, assieme agli eccessi disponibili nel sistema di captazione che invece formano una spettacolare cascata artificiale posta sul lato sud-ovest.
Da metà degli anni '90 del secolo scorso una piccola parte dell'acqua disponibile viene dirottata per alimentare il ricostruito piccolo lago di Nembia, prosciugato integralmente al tempo dei lavori di costruzione dell'impianto.
L'asta riparte con una presa subacquea posta quasi sul fondo del lago approssimativamente a metà del lato est, per poi procedere per circa 5 chilometri fino ad alimentare le due condotte forzate con un salto di 581 metri, il tutto ovviamente sempre in galleria. Il canale attraversa con un tubo-ponte di 36 metri la Caverna Gaggi, una grotta carsica la cui presenza non era stata inizialmente prevista.

### Medio bacino del Sarca
La seconda asta parte dalla diga di Ponte Pià e procede tramite un canale in pressione con diametro di 3 metri lungo 11,122 chilometri fino ad alimentare la condotta forzata che ha un salto di 220 metri, il tutto sempre quasi completamente in galleria.
Durante il percorso le acque della seconda asta vengono integrate con captazioni lungo il basso corso dei torrenti Algone ed Ambes, oltre alle acque del rio Bondai che vengono preventivamente sollevate di pochi metri tramite un sistema di pompe.

## Descrizione
La centrale vera e propria è realizzata in una enorme caverna artificiale lunga 180 metri alta e larga 28 metri contenente sei doppi gruppi Pelton orizzontali (due giranti, un alternatore) alimentati dall'asta di Molveno, nonché un gruppo Francis verticale alimentato dall'asta di Ponte Pià, ed i trasformatori elevatori a 220 KV.
In aggiunta a questi esistono tre gruppi più piccoli che servono come generatori di emergenza in caso di blackout, particolarmente con la funzione di pilotare l'eccitazione degli alternatori principali.
Per accedere alla centrale si percorre un tunnel lungo 400 metri; lo scarico dell'acqua è effettuato tramite un breve canale sotterraneo che sfocia nel lago di Santa Massenza sulle cui rive si trova la stazione elettrica, realizzata su un terreno strappato al lago colmandolo col materiale di risulta dagli scavi.
Alla bisogna due dei gruppi Pelton sono accoppiabili tramite giunto meccanico ad una pompa permettendo così di rimandare indietro l'acqua dal lago di Santa Massenza a quello di Molveno.
Data l'importante valenza turistica del lago di Molveno, è tollerata una escursione massima di 2 metri nel livello dell'acqua.

## A valle
Le acque in uscita dalla centrale idroelettrica dopo essere confluite nel lago di Santa Massenza e passate nel vicino lago di lago di Toblino, procedono tramite un canale artificiale sulla sinistra idraulica del basso corso del fiume Sarca fino al lago di Cavedine.
Da qui le acque tramite un canale in galleria alimentano la centrale idroelettrica di Torbole (124 MW) per poi infine riunirsi al corso del fiume Sarca nemmeno 2 chilometri prima della foce di quest'ultimo nel lago di Garda.
In alternativa dal lago di Cavedine le acque possono alimentare in successione le due piccole centrali idroelettriche di Fies (1,2 MW) e di Dro (1,12 MW) e ricongiungersi sempre al fiume Sarca ma ad una quota più alta.